# Makoye Isangura
Makoye Isangura est un boxeur tanzanien né le 13 août 1964.

## Carrière
Makoye Isangura est médaillé d'or dans la catégorie des poids moyens aux Jeux africains du Caire en 1991, s'imposant en finale contre l'Algérien Ahmed Dine.
Aux Jeux olympiques d'été de 1992 à Barcelone, il est éliminé au deuxième tour dans la catégorie des poids moyens par l'Indonésien Albert Papilaya (en).